# Americhernes perproximus
Espèce
Synonymes
- Lamprochernes perproximus Beier, 1962

Americhernes perproximus est une espèce de pseudoscorpions de la famille des Chernetidae.

## Distribution
Cette espèce est endémique de la province de Tucumán au Argentine. Elle se rencontre vers Tapia.

## Publication originale
- Beier, 1962 : Pseudoscorpionidea. Biologie de l'Amérique australe, études sur la faune du sol, Éditions du Centre National de la Recherche Scientifique, vol. 1, p. 131-137.